# Metacoelura
Genre
Synonymes
- Coelura Schött, 1917 nec Warren, 1897

Metacoelura est un genre de collemboles de la famille des Entomobryidae.

## Liste des espèces
Selon Checklist of the Collembola of the World (version du 18 décembre 2019) :
- Metacoelura articulata (Schött, 1917)
- Metacoelura majeri Man, Zhao & Greenslade, 2016
- Metacoelura varicolor Yoshii & Suhardjono, 1992

## Publications originales
- Salmon, 1951 : Keys and bibliography to the Collembola. Zoology Publication Victoria University College, Wellington, no 8, p. 1–82.
- Schött, 1917 : Collembola. Results of Dr E. Mjöberg's Swedish Scientific Expeditions to Australia 1910-1913. Arkiv För Zoologi, vol. 11, no 8, p. 1-60.